# Championnats du monde de cross-country éliminatoire 2021
Navigation
2020 2022
Les championnats du monde de cross-country éliminatoire 2021 sont la 10e édition de ces championnats, organisés par l'Union cycliste internationale (UCI) et décernant les titres mondiaux en cross-country éliminatoire. Ils ont lieu le 5 septembre 2021 à Graz en Autriche.

## Podiums
| Épreuves | Or                | Argent         | Bronze       |
| -------- | ----------------- | -------------- | ------------ |
| Hommes   | Simon Gegenheimer | Jeroen van Eck | Anton Olstam |
| Femmes   | Gaia Tormena      | Noémie Garnier | Iryna Popova |

## Tableau des médailles
| Rang | Nation    | Or | Argent | Bronze | Total |
| ---- | --------- | -- | ------ | ------ | ----- |
| 1    | Allemagne | 1  | 0      | 0      | 1     |
| 1    | Italie    | 1  | 0      | 0      | 1     |
| 3    | France    | 0  | 1      | 0      | 1     |
| 3    | Pays-Bas  | 0  | 1      | 0      | 1     |
| 5    | Suède     | 0  | 0      | 1      | 1     |
| 5    | Ukraine   | 0  | 0      | 1      | 1     |
|      | TOTAL     | 2  | 2      | 2      | 6     |